# Army Men: Lock 'n' Load
Army Men: Lock 'n' Load, ou Army Men World War: Final Front en Amérique du Nord, est un jeu vidéo de tir et stratégie, publié en 2001 sur console PlayStation, développé et édité par The 3DO Company.

## Système de jeu
Lock 'n' Load est le troisième chapitre de la série des jeux vidéo Army Men. Comme pour ses prédécesseurs, le joueur doit mettre hors d'état de nuire l'armée Tan, qui a discrètement fabriqué une usine d'arsenal, et qui en a après l'armée Green. Le jeu inclut 15 missions en solo et 16 en multijoueur,. Le joueur peut se déplacer sous l'eau à l'aide d'un sous-marin, et sur terre à l'aide notamment de motos. Un éditeur de carte est aussi à disposition de deux joueurs.

## Accueil
Lock 'n' Load est négativement accueilli par l'ensemble de la presse spécialisée. L'agrégateur MobyGames lui attribue une moyenne générale de 38 % basée sur 5 critiques. GameSpot lui attribue une note de 60 % malgré « des graphismes moches et la mauvaise maniabilité. » IGN lui attribue une note de 45 % : « Il y a un jeu qui va sortir après Army Men: World War - Final Front. Ca s'appelle Metal Slug X. En fait dans AMWWFF, on peut courir, tirer, et combattre à l'aide de véhicules. Mais contrairement à AMWWFF, il n'y a aucune mauvaise maniabilité et c'est sûrement l'un des plus grands avantages de ce jeu. S'il vous plait, allez plutôt y jouer. »
Allgame est l'un des plus insatisfaits révélant que le jeu « ne ressemble à rien de ce que peuvent attendre les joueurs qui connaissent cette série, avec sa mauvaise maniabilité, ses graphismes en manque et une sensation générale de malaise. Il n'y a rien à dire sur ce qui aurait pu mettre cette série dans cet état. Notre seul espoir en tant que consommateur serait que les gens arrêtent d'acheter tout par lot, comme nous pourrons tous se mettre dans une longue période de convalescence. » Game Revolution est le plus sévère, attribuant au jeu un zéro pointé, mettant en gros sur sa critique : « Si vous achetez ce jeu, vous être un idiot ! »